# 般盧·哥利亞
般盧·施薩·哥利亞（Bruno César Correa，1986年3月22日—），生於巴西，巴西足球運動員，司職前鋒，現時自由身。

## 球員生涯
般盧生於巴西，於當地球會里約布蘭科展開職業球員生涯，並於2010年轉會韓職球會仁川聯，可是他上陣15場只錄得1球，到2011年轉會至亞美尼亞超聯球會班蘭特斯，到2012年加盟伊朗冠軍球會沙巴罕，並於亞冠盃分組賽上陣12場錄得6球進帳，而他於國內賽事就上陣7場錄得5球，直到2012年7月重返祖國加盟州球會科洛拉多從此展開外借生涯，到2014年外借到巴丙球會瓜拉廷格塔，到同年再外借到巴甲著名球會保地花高，而他於2015年再外借到亞洲球壇加盟日職球會湘南比馬，到2017年6月轉會泰甲球會空軍中央，並協助球會提前取得升班資格，直到在2018年1月10日他來港加盟港超聯球會東方龍獅，並在1月27日對陽光元朗的高級組銀牌決賽首度為東方上陣，結果東方以0–3落敗，隨後他在2018年2月4日對香港飛馬的聯賽，於76分鐘門前撞射破網取得加盟後的首個入球，結果協助東方以3–0勝出。

## 榮譽
東方龍獅
- 香港高級組銀牌亞軍（2017–18季度）

沙巴罕
- 伊朗職業聯賽冠軍（2011–12季度）

班蘭特斯
- 亞美尼亞超級盃亞軍（2011–12季度）

卡皮尼斯
- 巴西東北盃冠軍（英语：Copa do Nordeste）（2016年）

個人
- 亞美尼亞超級聯賽 神射手（2010–11季度）

## 外部連結
- PersianLeague Profile
- Soccerway Profile （页面存档备份，存于）
- Eurosport Profile （页面存档备份，存于）
- thefinalball Profile